# AN/SPY-1
Radar AN/SPY-1. Podstawowy radar obserwacji przestrzeni powietrznej i powierzchni morza okrętów Aegis, zainstalowany na krążownikach rakietowych typu Ticonderoga. oraz niszczycielach rakietowych typu Arleigh Burke. Radary typu AN/SPY-1 są wielofunkcyjnymi radarami matrycowo-fazowanymi (phased array radar) zdolnymi do wyszukiwania, automatycznego wykrywania, przejścia do śledzenia, śledzenia oraz naprowadzania pocisków rakietowych na cele powietrzne i nawodne.

## Sprawność radaru AN/SPY-1
Konwencjonalny, mechanicznie obracany radar „widzi” cel kiedy jego wiązka uderzy cel jednokrotnie w ciągu każdego obrotu anteny o 360°. Powoduje to konieczność śledzenia każdego celu za pomocą osobnego radaru. W przeciwieństwie do tego, komputerowo sterowany matrycowo-fazowany radar AN/SPY-1A systemu Aegis pozwala na śledzenie wielu celów jednocześnie przez jeden system. Cztery nieruchome anteny radaru SPY-1 wysyłają swoje wiązki jednocześnie we wszystkich kierunkach, w sposób ciągły zapewniając wyszukiwanie i śledzenie setek obiektów w tym samym czasie.

## Cechy AN/SPY-1

### Zalety
- wielofunkcyjność, matrycowe-fazowanie, wysoka jakość kontroli ognia;
- bardzo szybkie przejście ze stanu czuwania do pełnej aktywności i radiacji;
- szybka reakcja, półautomatyczny lub w pełni zautomatyzowany tryb bojowy;
- jednoczesne naprowadzanie wielu różnego rodzaju pocisków Standard Missile;
- szerokie pole rażenia;
- krótki czas oświetlenia celu przed przechwyceniem;
- szerokie spektrum czułości dostosowujące się to środowiska działania, sytuacji taktycznej oraz współczynnika RCS celu;
- automatyczny lub półautomatyczny wybór broni, rodzaju oraz sposobu reakcji na pojawiające się zagrożenie;
- system wspomagania procesu podejmowania decyzji;
- zasięg antybalistyczny: 500 km

### Słabości
- system został zaprojektowany do wód błękitnych i operacji przybrzeżnych, jednakże konfiguracja AN/SPY-1 wymaga modyfikacji obserwacji przestrzeni ponad lądem w celu zapobieżenia wykrywaniu fałszywych celów znad lądu. Taka modyfikacja może jednak zwiększyć podatność okrętu na ataki celów nisko i szybko lecących;
- po wystrzeleniu pierwszej salwy pocisków, nie jest możliwe ponowne namierzenie celu dla drugiej salwy, dopóki nie zakończy się akcja bojowa salwy pierwszej;
- wysokość anten radaru AN/SPY-1 jest niższa niż radaru AN/SPS-49, co skutkuje krótszym horyzontem tego pierwszego.

## Wersje radaru
- AN/SPY-1 - Prototyp, USS „Norton Sound” (AVM-1).
- AN/SPY-1A - krążowniki typu Ticonderoga do CG-58.
- AN/SPY-B - krążownik typu Ticonderoga CG-59.
- AN/SPY-1B(V) - modernizacja do wersji -1B, typ Ticonderoga CG-59 i wyższe.
- AN/SPY-1D - wariant -1B zaprojektowany dla niszczycieli typu Arleigh Burke, japońskich niszczycieli typu Kongō oraz hiszpańskich fregat typu Armada Álvaro de Bazán.
- AN/SPY-1D(V) - radar dla działań przybrzeżnych (Littoral Warfare Radar) modernizacja wersji -1D dla niszczycieli DDG 51 Flight IIA, japońskich niszczycieli typu Atago oraz koreańskich niszczycieli typu Sejong the Great.
- AN/SPY-1F - mniejsza wersja -1D zaprojektowana dla fregat. Zainstalowana na norweskich fregatach typu Fridtjof Nansen;
- AN/SPY-1K - najmniejsza z oferowanych wersji radaru, zamierzona dla korwet. Aktualnie nigdzie nie używana.